# Quốc ca Brasil
Quốc ca Brasil (tiếng Bồ Đào Nha: Hino Nacional Brasileiro) là quốc ca của Brasil.

## Lời
| Tiếng Bồ Đào Nha | Chuyển tự IPA | Dịch nghĩa |
| I Ouviram do Ipiranga as margens plácidas de um povo heroico o brado retumbante E o sol da Liberdade em raios fúlgidos brilhou no céu da Pátria nesse instante Se o penhor dessa igualdade conseguimos conquistar com braço forte Em teu seio, ó Liberdade, desafia o nosso peito a própria morte! Ó Pátria amada, idolatrada, salve, salve! Brasil, um sonho intenso, um raio vívido, de amor e de esperança à terra desce Se em teu formoso céu, risonho e límpido, a imagem do Cruzeiro resplandece Gigante pela própria natureza És belo, és forte, impávido colosso E o teu futuro espelha essa grandeza Terra adorada Entre outras mil és tu, Brasil, ó Pátria amada Dos filhos deste solo és mãe gentil Pátria amada, Brasil II Deitado eternamente em berço esplêndido ao som do mar e à luz do céu profundo Fulguras, ó Brasil, florão da América, iluminado ao sol do Novo Mundo Do que a terra mais garrida, teus risonhos, lindos campos têm mais flores "Nossos bosques têm mais vida" "Nossa vida" no teu seio "mais amores" Ó Pátria amada, idolatrada, salve, salve! Brasil, de amor eterno seja símbolo o lábaro que ostentas estrelado E diga o verde-louro dessa flâmula ― Paz no futuro e glória no passado Mas se ergues da justiça a clava forte, verás que um filho teu não foge à luta, nem teme, quem te adora, a própria morte Terra adorada Entre outras mil és tu, Brasil, Ó Pátria amada Dos filhos deste solo és mãe gentil Pátria amada, Brasil! | 1 [oˈviɾɐ̃w dwipiˈɾɐ̃gɐz ˈmaʁʒẽj̃s ˈpɫasidɐz] [ˈdʒjũ ˌpovwiˈɾɔjku ˈbɾadu ʁitũˈbɐ̃tʃi] [iw ˈsɔw dɐ libiʁˈdadʒjẽj̃ ˈʁajus ˈfuwʒidus] [bɾiˈʎo nu ˈsɛw dɐ ˈpatɾjɐ ˌnesĩsˈtɐ̃tʃi] [siw peˈɲoʁ ˈdesɐjgwawdɐdʒi] [kõsiˈgimus kõkisˈtaʁ kõ ˈbɾasu ˈfoʁtʃi] [ẽj̃ ˈtew ˈseju ǀ ˈɔ libiʁˈdadʒi] [dʒizɐˈfi.ɐw ˈnosu ˈpɐjtwɐ ˈpɾɔpɾjɐ ˈmoʁtʃi] [ˈɔ ˌpatɾjɐˈmadɐ] [iduɫɐˈtɾadɐ] [ˈsawvi ˈsawvi] [bɾɐˈziw ǀ ˈũ ˌsoɲwĩˈtẽsu ǀ ˈũ ˈʁaju ˈvividu] [dʒjɐˈmoʁ i dʒispiˈɾɐ̃sà ˈteʁɐ ˈdesi] [sjẽj̃ ˈtew fuʁˈmozu ˈsɛw ǀ ʁiˈzoɲuj ˈlĩpidu] [ɐjˈmaʒẽj̃ du kɾuˈzɐjɾu ʁispɫɐ̃ˈdesi] [ʒiˈgɐ̃tʃi ˈpeɫɐ ˈpɾɔpɾjɐ nɐtuˈɾezɐ] [ˈɛs ˈbeɫu ǀ ˈɛʃ ˈfoʁtʃi ǀ ĩˈpavidu kuˈɫosu] [iw ˈtew fuˌtuɾusˈpɐʎɐ ˈesɐ gɾɐ̃ˈdezɐ] [ˌteʁɐduˈɾadɐ] [ˌẽˈtɾjotɾɐz ˈmiw] [ˈɛs ˈtu ǀ bɾɐˈziw] [ˈɔ ˌpatɾjɐˈmadɐ] [dus ˈfiʎuz ˈdestʃi ˈsoɫu] [ˈɛz ˈmɐ̃j ʒẽˈtʃiw] [ˌpatɾjɐˈmadɐ ǀ bɾɐˈziw] 2 [dejˌtadwitʃiʁnɐˈmẽtʃjẽj̃ ˌbeʁsusˈplẽdʒidu] [ɐw sõ du ˈmaɾ jà ˈɫuʒ du ˈsɛw pɾuˈfũdu] [fuwˈguɾɐs ǀ ˈɔ bɾɐˈziw ǀ fɫuˈɾɐ̃w dɐˈmɛɾikɐ] [iɫumiˈnadu ˈaw ˈsɔw du ˈnovu ˈmũdu] [du kjɐ ˈteʁɐ ˈmajz gaˈʁidɐ] [ˈtewz ʁiˈzoɲus ǀ ˈlĩdus ˈkɐ̃pus ˈtẽj̃ ˈmajs ˈfɫoɾis] [ˈnosuz ˈboskis ˈtẽj̃ ˈmajz ˈvidɐ] [ˈnosɐ ˈvidɐ nu ˈtew ˈseju ˈmajz ɐˈmoɾɨs] [ˈɔ ˌpatɾjɐˈmadɐ] [iduɫɐˈtɾadɐ] [ˈsawvi ˈsawvi] [bɾɐˈziw ǀ dʒjɐˈmoɾ iˈteʁnu ˈsejʒɐ ˈsĩbuɫu] [u ˈɫabɐɾu kjosˈtẽtɐz istɾiˈɫɐdu] [i ˈdʒigɐw ˌveʁdʒiˈɫoɾu ˈdesɐ ˈfɫɐmuɫɐ] [ˈpaz nu fuˈtuɾuj ˈgɫɔɾjɐ nu pɐˈsɐdu] [mɐs si ˈeʁgiz dɐ ʒusˈtʃisɐ ˈkɫavɐ ˈfoʁtʃi] [viˈɾas ˈkjũ ˈfiʎu ˈtew ˈnɐ̃w ˈfoʒjà ˈɫutɐ] [nẽj̃ ˈtemɨ ǀ kẽj̃ tʃjɐˈdoɾɐ ǀ ɐ ˈpɾɔpɾjɐ ˈmoʁtʃi] [ˌteʁɐduˈɾadɐ] [ˌẽˈtɾjotɾɐz ˈmiw] [ˈɛs ˈtu ǀ bɾɐˈziw] [ˈɔ ˌpatɾjɐˈmadɐ] [dus ˈfiʎuz ˈdestʃi ˈsoɫu] [ˈɛz ˈmɐ̃j ʒẽˈtʃiw] [ˌpatɾjɐˈmadɐ ǀ bɾɐˈziw] | Có nghe chăng bên bờ sông Ipiranga, Là tiếng thét vang dội của dân tộc anh hùng Có thấy chăng ánh bình minh tự do Rực sáng trên bầu trời quê hương ta Tự do ấy được vun đắp nên Bằng bàn tay và khối óc phi thường Ôi tình yêu với Tổ quốc Tự do, Muôn đời rực cháy trong tim ta! Ôi Tổ quốc yêu dấu, Ta ngợi ca Người, Vạn tuế, vạn tuế! Brasil, nơi của những giấc mơ Của tình yêu và hy vọng Nơi Nam Thập tự tỏa chiếu vĩnh cửu Trên bầu trời trong xanh mới đẹp nhường nào! Tổ quốc ôi, Người thật vĩ đại Người thật đẹp, Người thật hùng mạnh Và tương lai Người thật tươi sáng Mãi mãi yêu vùng đất này Giữa ngàn vạn mảnh đất khác Chúng ta chỉ có Người thôi, Brasil Ôi quê hương, Chúng ta là những người con Nguyện muôn đời chung thủy với mẹ hiền Quê hương Brasil yêu dấu. Mãi luôn nằm trên chiếc nôi lộng lẫy, Với âm thanh của biển và dưới ánh sáng bầu trời, Người rực rỡ nhất, Brazil, bông hoa của châu Mỹ, Được thắp sáng bởi mặt trời của Tân thế giới. Hơn cả Trái Đất, nơi công bằng nhất, Nụ cười của người ban xuống những thảo nguyên đẹp có nhiều hoa. "Và rừng của chúng ta có sức sống hơn", "Cuộc sống của chúng tôi" trong lòng người "yêu nhiều hơn". Ôi Tổ quốc yêu dấu, Ta ngợi ca Người, Vạn tuế, vạn tuế! Brazil, nơi tình yêu vĩnh cửu là một biểu tượng, Lá cờ của người lấp lánh ánh sao, Và màu vàng xanh của lá cờ tượng trưng Hòa bình trong tương lai và vinh quang trong quá khứ. Nhưng nếu người cần sức mạnh công lý, Những đứa con này sẽ không chạy trốn khỏi những trận chiến, Và cũng không sợ hãi, trước cái chết trong vinh quang. Giữa ngàn vạn mảnh đất khác Chúng ta chỉ có Người thôi, Brasil Ôi quê hương, Chúng ta là những người con Nguyện muôn đời chung thủy với mẹ hiền Quê hương Brasil yêu dấu. |